# Summerstrand
Summerstrand este o suburbie a orașului Port Elizabeth, parte a „Nelson Mandela Bay Metropolitan Municipality” în Provincia Eastern Cape, Africa de Sud.